# تاريخ العلاقات العامة
أرخت معظم الكتب الدراسية لتأسيس«مكتب الدعاية» (بالانجليزية:Publicity Bureau) في بوسطن في عام 1900 كبداية لمهنة العلاقات العامة الحديثة. بالطبع كان هناك العديد من الاشكال المبكرة من التأثير العام وإدارة الاتصالات في التاريخ. يعتبر باسيل كلارك المؤسس لوظيفة العلاقات العامة في بريطانيا بتأسيسه لخدمات التحرير في عام 1924.تشير أكاديمية نويل تورنبول إلى أن العلاقات العامة في شكلها الممنهج تم توظيفها في بريطانيا أولاً بواسطة الإنجيليين الدينيين والإصلاحيين الفيكتوريين وخاصة معارضي العبودية. في كل الحالات، ركز المروجون الأوائل على حركاتهم الخاصة ولكنهم لم يكونوا مؤهلين بشكل عام.
البروباغندا، خلال الحرب العالمية الأولى تم استخدام البروباغندا من قبل كلاً من الجانبين لحشد الدعم المحلي وتشويه الأعداء. دخل نشطاء العلاقات العامة إلى القطاع الخاص عام 1920. تأسست العلاقات العامة أولاً في الولايات المتحدة بواسطة إيفي لي أو ادوارد بيرنايز، ثم إنتشرت عالمياً. قامت العديد من الشركات الأمريكية التي تملك إدارات علاقات عامة بنشر هذه الممارسة إلى أوروبا بعد العام 1948 عندما قاموا بإنشاء شركات أوروبية تابعة كنتيجة لمشروع مارشال.

## النشأة القديمة

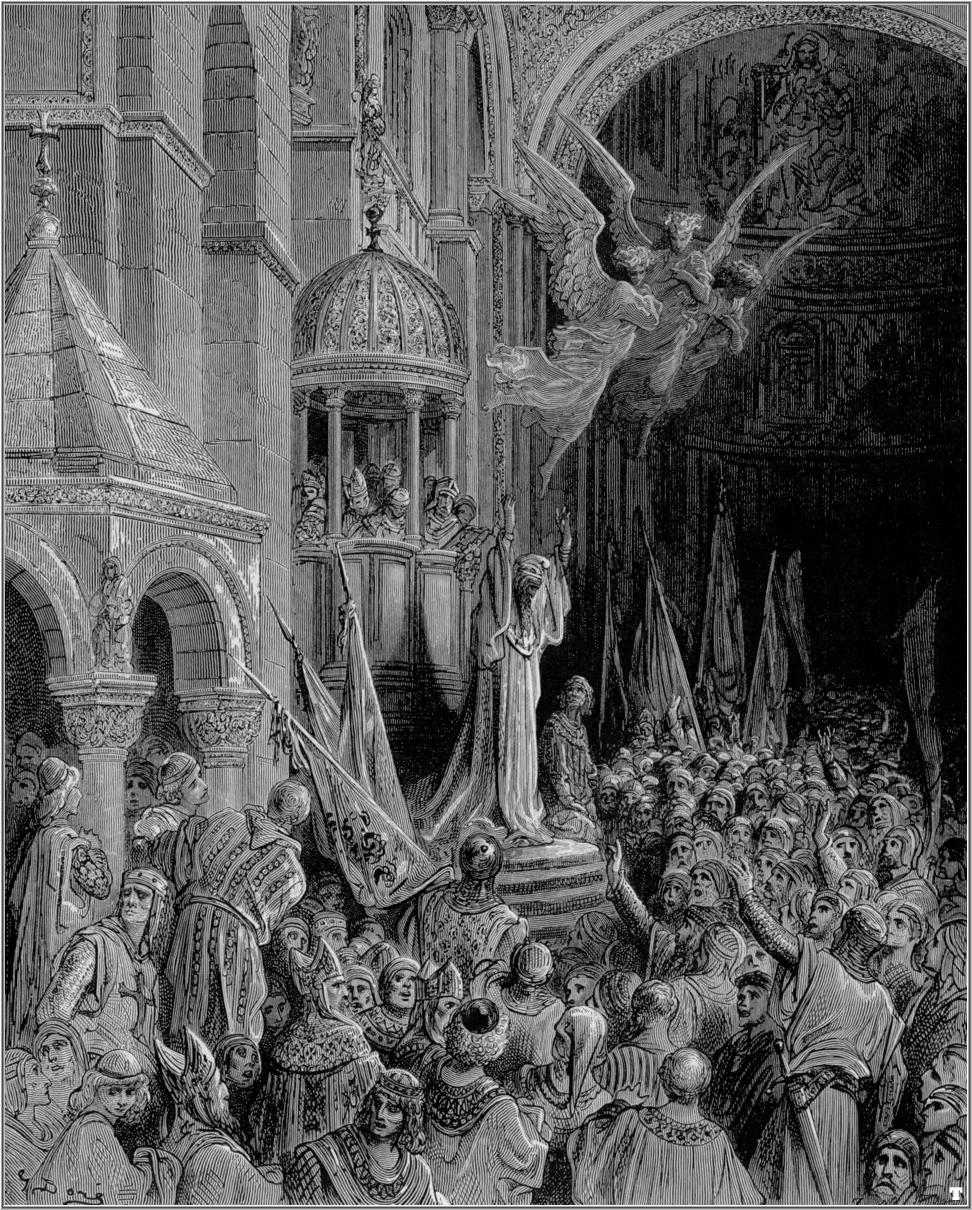
تصوير فني لواعظ يعزز الحروب الصليبية

على الرغم من أن مصطلح «العلاقات العامة» لم يكن قد تم تطويره بعد، إلا أن أكاديميين مثل جيمس جرانيج وسكوت كوتليب قد حددوا أشكال مبكرة من التأثير العام وإدارة الاتصالات في الحضارات القديمة:41 , وفقاً لإدوارد بيرنيز أحد رواد العلاقات العامة، «العناصر الثلاثة الرئيسية للعلاقات العامة قديمة قدم المجتمع وهي: إعلام الناس أو إقناع الناس أو دمج الناس بعضهم مع بعض»". سكوت كوتليب قال إن الاحداث التاريخية تم تعريفها بأثر رجعى على أنها علاقات عامة، "القرار الذي قد يختلف عليه الكثيرون""
اللوح الطيني (بالإنجليزية:Clay tablet) الذي وجد في العراق القديم والذي كان يروج إلى تقنيات زراعية أكثر تقدماً، يعتبر أحياناً أول مثال معروف للعلاقات العامة. أسس القادة البابليون والمصريون والفارسيون الأهرامات والمسلات والتماثيل لتعزيز ودعم حقهم الإلهي في الحكم والقيادة. بالإضافة إلى ذلك تم استخدام إدعاءات السحر أو السلطة الدينية لإقناع العامة بأحقية الملك أو الفرعون في الحكم.
قدمت المدن اليونانية الخطابة المعقدة أو المتطورة كما أشارت تحليلات إيسقراط وأفلاطون وأرسطو. في اليونان كان هناك دعاه للتأجير يدعون "السوفسطائيين" وقال افلاطون وغيره أن السوفسطائيين لم يكونوا شرفاء وضللوا العامة في حين أن كتاب "العلاقات العامة لادارة الاتصالات" أشار إلى أنهم كانوا أخلاقيين بدرجة كبيرة حيث استخدموا مبادئ الاتصال المقنع." في مصر استعانت المحكمة بمستشارين فراعنة للتحدث بصدق،:38 في روما كتب يوليوس قيصر أول حملة دعائية شخصية تروج لنجاحاته العسكرية كما طلب أيضا النشرات الإخبارية والقصائد لدعم موقفه السياسي.:39 في أوروبا في العصور الوسطى كان للحرفيين نقابات والتي نظمت وأدارت سمعتهم الجماعية. في إنجلترا تصرف السيد المستشار كوسيط بين الحكام والشعب.

## الشواهد السالفة في تاريخ العلاقات العامة

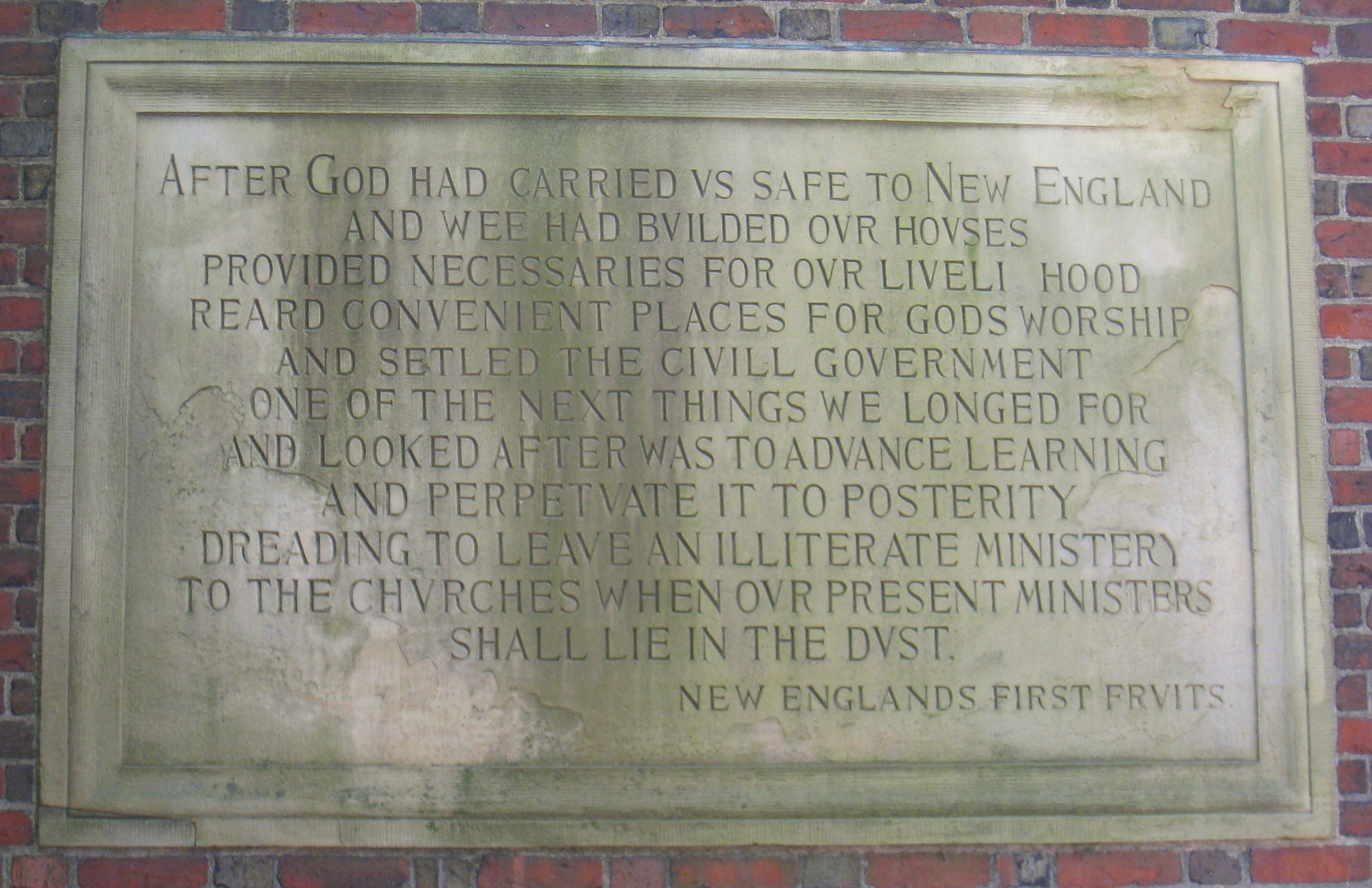
لوحة من جامعة هارفارد تصور مقطع من كتيب "باكورة الثمار في نيو إنجلاند" لجمع التبرعات.

لجأ المستكشفون الأوائل من أمثال ماجلان وكولومبس إلى استخدام الشعارات الطنانة التي تدعي العظمة والبهاء لحث المستوطنين على الوفود إلى العالم الجديد. ففي عام 1598 مثلًا، وصف الكابتن آرثر بارلو منطقة مستنقعات نائية في فيرجينيا على النحو التالي: «إن تربتها هي من أجمل البقاع في العالم وأكثرها خصوبة ونماء.» وفي حادثة أخرى، عندما أرسل المستعمرون المكاتبات لأوروبا يشتكون فيها من الصعاب التي يواجهونها لاستعمار فيرجينيا وأعداد القتلى الذي يتكبدونه جراء المواجهات الدموية مع الهنود الحمر، كان الرد هو توزيع منشورات إعلانية مجهولة المصدر لطمأنة المستوطنين الذين يفكرون في المجيء ولدحض كل المزاعم والانتقادات.
تأسست أول نشرة إخبارية وأول صحيفة يومية في ألمانيا عام 1609 و1615 على التوالي. وفي فرنسا أمر الكاردينال ريشيليو أن تُوزع المنشورات الدعائية التي تروج لسياساته وتشن الهجوم على معارضيه السياسيين. وقد أنشأت الحكومة الفرنسية أيضًا مكتبًا دعائيًا واسمته مكتب الدعاية والإعلام، فضلًا عن صحيفة «الجازيت» الجريدة الأسبوعية التي كانت الحكومة تديرها في البداية. وفي منتصف القرن السابع عشر، استخدم طرفا النزاع في الحرب الأهلية الإنجليزية المنشورات الدعائية للهجوم على الملكية أو الدفاع عنها. وقد كتب الشاعر جون ميلتون منشورات تدافع عن الأفكار التي يؤمن بها من قبيل إزالة القيود عن الطلاق وتأسيس الجمهورية وأهمية حرية التعبير. ولعل أحد المنشورات الدعائية مجهولة المصدر آنذاك في عام 1738 كان للإمبراطورة ماريا تيريزا من الإمبراطورية النمساوية والذي كان عظيم الأثر في انتقاد الماسونيين والدعوة لإبرام تحالف بين الحكومات البريطانية والهولندية والنمساوية.
في عام 1641، أرسلت جامعة هارفرد ثلاثة مبشرين لإنجلترا لجمع التبرعات لتمويل الأنشطة التبشيرية بين الهنود. ولدعم حملة التبرعات هذه طبعت الجامعة واحدًا من أقدم الكتيبات الدعائية لجمع الأموال وكان عنوانه «باكورة الثمار في نيو إنجلاند». أما أول نسخة من البيان الصحفي فقد أُصدرت عندما بعثت كينج كوليدج (جامعة كولومبيا الآن) إعلانا عن احتفال دفعة تخرج عام 1758 والذي طبعته العديد من الصحف. وكانت جامعة برينستون أول جامعة دأبت على تزويد الصحف بالمعلومات حول أنشطة الجامعة.